# Molleboon
De molleboon, eerder molboon of moltboon genoemd, is een geroosterde paardenboon (Vicia faba L. subsp. equinae, een ondersoort van de veldboon) en staat in Nederland bekend als een typisch Groningse lekkernij. De bonen worden eerst 36 uur te weken gelegd, waarna ontkiemde bonen worden gedroogd en geroosterd of gebakken. Ook de kleinere duivenboon (Vicia faba subsp. minor) werd hiervoor wel gebruikt.
Mollebonen hebben een licht zoete smaak en worden gezouten. Ze vormden in de 19e en 20e eeuw een bekende snack, die vaak aan kinderen werd uitgedeeld. Bij het bierdrinken werden eveneens mollebonen gegeten. Herbergiers tracteerden hun gasten om de drankconsumptie te stimuleren. Mollebonen werden ook naar andere gewesten uitgevoerd, waar ze als lekkernij golden. De taalkundige Johan Winkler noemde ze daarentegen "een droge, weinig smakelijke en moeielijk verteerbare snoeperij".
Paardenbonen speelden al sinds de terpentijd een belangrijke rol in de landbouw op de Groninger klei. De kroniek van Wittewierum vermeldt dat ze in 1273 naar Denemarken werden uitgevoerd. Ze werden door mensen en dieren gegeten en in de 17e ,18e en 19e eeuw verwerkt in het goedkoopste soort brood, dat ook aan paarden werd gevoerd. Gedroogde en gekookte  paardenbonen golden als armeluiseten, met name in de vorm van bonenklont (stampot paardenbonen). Er werden verschillende variëteten geteeld, waarvan de ene zich beter leende voor mollebonen dan de andere.
De oudste verwijzingen naar mollebonen dateren uit het begin van de 19e eeuw (1822: molboonen, 1835: Groninger moutboonen), al schijnen ze al eerder bekend te zijn geweest. Ze waren ook in Oost-Friesland bekend. Mollebonen werden na de Tweede Wereldoorlog verdrongen door nieuwe snacks als de pinda. De benodigde werd lange tijd niet meer gebouwd. Sinds de jaren negentig neemt de belangstelling echter weer toe.
Geroosterde bonen worden ook in andere delen van de wereld gegeten, onder andere in Indonesië, China, Centraal Azië, Nepal en Peru. In Japan staan ze bekend als ikarimame. In Zuid-Oost Azië worden geroosterde erwten als snack gegeten, in het Midden-Oosten geroosterde kikkererwten. Geroosterde pinda's (eveneens een peulvrucht) stammen uit Zuid-Amerika, maar zijn sinds het einde van de 19e eeuw wereldwijd bekend geraakt. Een verwant product is gepofte maïs of popcorn.

## Naam
De naam molleboon is waarschijnlijk afgeleid van het woord moltboon, Nederlands "moutboon", waarmee het ontkiemde product wordt bedoeld. Ook in de bierbrouwerij laat men het vochtig gemaakte graan eerst ontkiemen, waarna het product in ovens wordt gedroogd, zodat mout ontstaat dat zich tot bier en andere producten laat verwerken. Mout van gekiemde bonen wordt al genoemd in de Groningse stadsresoluties van 1622.
Een alternatieve verklaring verwijst naar de halfronde pan (mol of molle) die  volgens sommige berichten voor het roosteren werd gebruikt. Etymologisch gaat het in het laatste geval vermoedelijk om een ander woord: Gronings mol(le), Nederlands mouw of moel, dat is een uitgehold en houten melk- of botervat.

## Roosteren
Voor het roosteren van mollebonen is een temperatuur van ongeveer 170 °C nodig, een lagere temperatuur dan bijvoorbeeld voor broodbakken. Fabrikanten van mollebonen roosterden dikwijls ook pinda's.
Het roosteren kon vroeger op meerdere manieren gebeuren:
- In een bakkersoven: de bakker plaatste de bonen, nadat het broodbakken was voltooid, op een bakplaat in de hete oven.
- In een mol of molle, een halfronde ijzeren steelpan die lijkt op een wok. Ook in Indonesië werd van oudsher een wok of wadjan gebruikt voor het roosteren van pinda's, bonen en maïs. Op grond daarvan wordt wel eens beweerd dat het recept voor mollebonen uit voormalig Nederlands-Indië zou komen.
- In een koffiebrander. De mollebonen werden dan, zoals dat in Groningen heette, gepiipt.[1]

## Stadjers
De stadjers (inwoners van de stad Groningen) worden ook wel 'mollebonen' genoemd. Dit heeft waarschijnlijk te maken met de gewoonte om de zgn. 'keuzeheren' met behulp van bonen te kiezen. Jaarlijks moesten de vertegenwoordigers van de kluften (stadswijken) blindelings een boon uit een zakje halen. Wie een witte boon pakte, mocht dat jaar optreden als kiesman voor de leden van het stadsbestuur; een zwarte boon was een niet. Het Groninger Museum heeft nog enkele in aardewerk nagemaakte bonen.

## Verkoop
Tegenwoordig worden mollebomen vooral in Groningen (stad en land) weer meer verkocht, onder andere bij lokale slagers of notenwinkels en bij de Groningse VVV's. Ook bij de winkel van Het Groninger Landschap en bij enkele Groninger borgen worden ze nog verkocht, passend bij de entourage van de borg. Ook zijn ze verkrijgbaar in het Vestingstadje Bourtange en in het Nederlands Openluchtmuseum te Arnhem.
Het openlucht museum " Het Hogeland" in Groningen verkoopt niet alleen de Molleboon maar vertelt ook het verhaal van het Groninger platteland.

## Verwante producten
Geroosterde bonen worden vanouds gegeten op het Diengplateau in de buurt van Wonosobo (Midden-Java), waar ze worden aangeprezen als een typisch plaatselijk lekkernij. 